# إبراهيم صالح الكيالي
إبراهيم بن صالح بن سعيد الكَيّالي (1870 - 1942) شاعر سوري. ولد في حلب ونشأ فيها وتعلّم على بشير الغَزّي. تميّز بشعره السلس المطبوع وروحه المرحة وحلو المعشر. له ديوان مخطوط. توفي في مسقط رأسه. 

## سيرته
ولد إبراهيم بن صالح بن سعيد الكَيّالي سنة 1870 م / 1287 هـ في مدينة حلب. تلقى علومه عن بشير الغزي.

نشط بشعره مدافعًا عن الفكر العثماني ومحاربًا دعاة التحرر منه واعتبرهم «مساندين للاحتلال البريطاني»، وهاجم الثورة العربية الكبرى وهجاه في شعره.

توفي في حلب 1361 هـ/ 1942 م.

## شعره
ذكره عبد العزيز البابطين في معجمه وقال «المتاح من شعره قليل، في الأغراض التقليدية من إخوانيات ومدح وهجاء ووصف وشعر سياسي وخمريات ومخمسات، تأثر في خمرياته بأبي نواس، ويعتبر ديوانه سجلاً حافلاً بالأحداث التي مرت بتلك الفترة، أكثر من المحسنات البديعية، كما تأثر في وصفه بموروث الشعر العربي القديم، لغته سلسة عذبة، ومعانيه واضحة، وبلاغته تقليدية.»